# Albert Tsai
Albert Tsai (* 5. August 2004 in San José) ist ein US-amerikanischer Schauspieler. Bekanntheit erreichte er vor allem durch seine Rolle des Bert Harrison in der US-Sitcom Trophy Wife.

## Leben und Karriere
Albert Tsai wurde im Jahre 2004 in der kalifornischen Großstadt San José geboren, in der er auch aufwuchs und in der er auch die Schule besucht. Ebendort entdeckte er auch im Alter von sieben Jahren seine Leidenschaft für die Schauspielerei, als er bei einem Schultheaterstück, einer Interpretation von The Musical Adventures of Flat Stanley Junior, mitwirkte. In dieser Zeit war er auch an Chorkonzerten und Klavierrezitationen beteiligt und begann Schauspielunterricht zu nehmen. Aufgrund seiner Leistungen wurde er in diesem Jahr auch noch zur iPOP! LA Convention in Los Angeles eingeladen, wo er im Jahre 2012 die Auszeichnung als „Kinderdarsteller des Jahres“ verliehen bekam. Durch iPOP! wurde Tina Treadwell, eine Führungskraft bei Disney, auf ihn aufmerksam, nahm ihn unter Vertrag und trat fortan als dessen Managerin in Erscheinung. Damit stand seiner professionellen Schauspielkarriere nichts mehr im Wege.
Seinen ersten nennenswerten Fernsehauftritt hatte er im Sommer 2013 in der vorletzten Episode der achten Staffel von How I Met Your Mother, wo er in die Rolle des Kaden, einem der Kinder mit denen Barney Stinson (gespielt von Neil Patrick Harris) an einem Laser-Tag-Match teilnimmt, schlüpft. Noch im gleichen Jahr wurde Alber Tsai, der neben Englisch auch noch fließend Mandarin spricht, als Adoptivsohn Bert Harrison in die Serie Trophy Wife gecastet. Dort spielt er den aus China adoptierten Sohn von Pete Harrison (Bradley Whitford) und dessen zweiter Ex-Frau Jackie Harrison (Michaela Watkins). In der ersten und einzigen Staffel der Sitcom wurde Tsai in allen 22 produzierten Episoden eingesetzt.
Zum Zeitpunkt der US-Ausstrahlung der ersten Staffel von Trophy Wife besuchte der junge Nachwuchsschauspieler gerade die dritte Schulstufe und absolvierte diese vorwiegend über eine virtuelle Schule im Internet. Im Jahre 2014 folgten auch noch Einsätze in jeweils einer Episode von Hot in Cleveland und Benched. In diesem Jahr wurde er auch für einen Young Artist Award in der Kategorie „Bester Nebendarsteller in einer Fernsehserie (Comedy oder Drama)“ nominiert, konnte sich in dieser Kategorie jedoch nicht gegen Max Burkholder von Parenthood durchsetzen. Des Weiteren erfolgte 2014 eine Nominierung für einen Critics’ Choice Television Award in der Kategorie „Bester Nebendarsteller in einer Comedyserie“; auch hier konnte er sich nicht durchsetzen und unterlag in dieser Kategorie Andre Braugher von Brooklyn Nine-Nine.
2015 hatte Tsai eine wiederkehrende Rolle in zwei Episoden der ABC-Comedy-Serie Fresh Off the Boat sowie eine Hauptrolle neben Eve Sigall im Kurzfilm Grandma Money. Des Weiteren wurde er 2015 in die Multi-Camera-Sitcom Dr. Ken von Ken Jeong gecastet und übernahm dort mit dem Charakter des Dave Park eine der Hauptrollen der Serie. In diesem Jahr folgten auch zwei weitere Nominierungen für Young Artist Awards. Zum einen wurde er in der Kategorie „Bester Gastdarsteller in einer Fernsehserie – zwischen elf und 13 Jahren“ für seine Leistungen in Trophy Wife nominiert, konnte jedoch in dieser Kategorie nicht gegen Sloane Morgan Siegel, der die Haupt- und Titelrolle in Gortimer Gibbon – Mein Leben in der Normal Street innehat, gewinnen. Zum anderen wurde er für sein Engagement in Benched auch in der Kategorie „Bester Gastdarsteller in einer Fernsehserie – zehn Jahre oder jünger“ nominiert, konnte sich hierbei gegen die Konkurrenz durchsetzen und diese Auszeichnung erstmals entgegennehmen.

## Filmografie
- 2013: How I Met Your Mother (Fernsehserie, 1 Episode)
- 2013–2014: Trophy Wife (Fernsehserie, 22 Episoden)
- 2014: Hot in Cleveland (Fernsehserie, 1 Episode)
- 2014: Benched (Fernsehserie, 1 Episode)
- 2015: Fresh Off the Boat (Fernsehserie, 2 Episoden)
- 2015: Grandma Money (Kurzfilm)
- seit 2015: Dr. Ken (Fernsehserie)

## Nominierungen und Auszeichnungen
Nominierungen
- 2014: Young Artist Award in der Kategorie „Bester Nebendarsteller in einer Fernsehserie (Comedy oder Drama)“ für sein Engagement in Trophy Wife[3]
- 2014: Critics’ Choice Television Award in der Kategorie „Bester Nebendarsteller in einer Comedyserie“ für sein Engagement in Trophy Wife[4]
- 2015: Young Artist Award in der Kategorie „Bester Gastdarsteller in einer Fernsehserie – zwischen elf und 13 Jahren“ für sein Engagement in Trophy Wife[6]

Auszeichnungen
- 2015: Young Artist Award in der Kategorie „Bester Gastdarsteller in einer Fernsehserie – zehn Jahre oder jünger“ für sein Engagement in Benched[6]